# Stan Douglas
Stan Douglas (11 oktober 1960) is een Afrikaans-Canadees installatie- en videokunstenaar met Vancouver als thuisbasis. Zijn werk wordt onder andere vertegenwoordigd door de Belgische galerij Zeno X en David Zwirner in New York. Ook is zijn werk vertegenwoordigd in de collectie van Museum De Pont.
In 2016 werd de Hasselblad Award aan hem toegekend.